# Hirvensaari (ö i Norra Savolax)
Hirvensaari är en ö i Finland. Den ligger i sjön Pielavesi och i kommunen Pielavesi i den ekonomiska regionen  Övre Savolax ekonomiska region  och landskapet Norra Savolax, i den centrala delen av landet, 400 km norr om huvudstaden Helsingfors. Öns area är 22 hektar och dess största längd är 0,8 kilometer i nord-sydlig riktning.